# Гра престолів (сезон 7)
Сьомий сезон фентезійного драматичного серіалу «Гра престолів», прем'єра якого відбулася на каналі HBO 16 липня 2017 року, містить, на відміну від попередніх сезонів, сім епізодів замість десяти. Це пов'язано з нестачею матеріалу для адаптації в десяти-серійному форматі, а також через те, що бюджет кожної серії 7 сезону вищий, ніж бюджет попередніх сезонів. Сьомий сезон — це вже другий сезон, заснований на чернетках, він випередив книжковий цикл «Пісні Льоду та Полум'я», та є третім сезоном без сценарію від Джорджа Мартіна. В сьомому сезоні відбуваються події, які в книжковій серії Джорджа Мартіна відсутні. Сьомий сезон екранізується чорновим варіантом другої половини книги «Вітри зими», яка не була закінчена Джорджем Мартіном до написання сценаріїв до серій сьомого сезону (книга «Вітри зими» буде закінчена, імовірно, в 2017 році) та чорновий варіант першої половини останньої книги циклу «Пісня Льоду та Полум'я» під робочою назвою «Мрія про весну» (книга буде закінчена після виходу фінального сезону серіалу).

## Сюжет
В сьомому сезоні Серсея намагається правити Вестеросом, незважаючи на те, що союзників у неї не залишилось. В Річкових Землях починається боротьба за Ріверран після смерті Волдера Фрея, а також продовжуються сюжетні лінії Брієнни Тарт, Сандора Клігана та «Братства Без Знамен». Теон та Яра Грейджої разом з Дейнеріс Таргарієн збираються знищити Еурона Грейджоя. Оленна Тирел, уклавши угоду з Елларією Сенд, Вейрисом та Дейнеріс Таргарієн, має наміри помститись Серсеї Ланістер, знищивши всю її родину. Джон Сноу готується до бою з Білими Блукачами. Семвел Тарлі в Цитаделі Староміста проходить навчання, аби стати мейстером. Після перемоги Дейнеріс над Синами Гарпії в Затоці Работоргівців Дааріо править Мієрином, Тиріон Ланністер вирушає до Вестеросу разом з Дейнеріс, Вейрисом, Теоном та Ярою Грейджоями, а Джорах Мормонт намагається вилікуватись від «сірої хвороби». Бран Старк та Міра Рід, дізнавшись про те, що Джон Сноу є сином Ліанни Старк та Рейгара Таргарієна, вирушають на Південь.

## Епізоди
Всього сьомий сезон складається з 7 серій. Тривалістю близько 50-60 хвилин кожна. Сезон є екранізацією чорнового варіанту другої половини книги «Вітри зими» та чорнового варіанту першої половини книги «Мрія про весну».
| № | # | Назва                                          | Режисер         | Сценарій                  | Дата виходу |
| --- | - | ---------------------------------------------- | --------------- | ------------------------- | ----------- |
| 61 | 1 | «Драконовий Камінь» (Dragonstone)              | Джеремі Подесва | Девід Беніофф та Ден Вайс | 16.07.2017  |
| В Близнюках Арія смертельно отруює всіх чоловіків Дому Фреїв. Білі Блукачі з мерцями величезною колоною марширують до Стіни, де Едд Толлет дозволяє Брану Старку та Мірі Рід пройти через ворота Стіни з дикої північної сторони на південну в замок Нічної Варти. У Вінтерфеллі, незважаючи на невдоволення Санси, Джон за зраду лордів будинків Амберів і Карстарків, які воювали разом з Рамсі в «Битві бастардів», не лишає їх спадкоємців Неда Амбера та Аліс Карстарк їхніх замків і земель, а пропонує їм забути ворожнечу і знову присягнути на вірність Вінтерфелу. У Цитаделі Самвел викрадає книги, які розкривають таємниці великих запасів драконового скла на острові-фордеці «Драконовий Камінь», і посилає про це звістку Джону Сноу. Пізніше він знаходить Джораха Мормонта у камері Цитаделі, де він лікувався від «сірої хвороби». У річкових землях Арія зустрічає групу доброзичливих солдатів Ланністер, які сприйняли її заяву про те, що вона хоче вбити королеву Серсею за жарт. Торос показує Сандору Клігану видіння у вогні; він бачить Стіну Нічної Варти, а за Стіною колону Білих Блукачів з мерцями. Це одкровення приводить його до віри у «Владику Світла». У Королівській Гавані, Джеймі розповідає Серсеї про велику необхідність у союзниках, яких у дому Ланістерів майже не залишилося. Серсея вітає Еурона Грейджоя, який пропонує їй вийти за нього заміж, в обмін на його «Залізний флот» і об'єднання їх зусиль в боротьбі проти Дейнеріс Таргарієн, Тиріона, Теона і Яри. Серсея відмовляється, посилаючись на недовіру до нього, через попередню зраду, тому Еурон обіцяє повернутися з «подарунком», щоб довести свою лояльність. Дейнеріс з її армією та драконами прибуває на «Драконовий Камінь», у фортецю будинку Таргарієнів, який колись був зайнятий Станнісом. |   |                                                |                 |                           |             |
| 62 | 2 | «Народжена Бурею» (Stormborn)                  | Марк Майлод     | Брайан Когман             | 23.07.2017  |
| На «Драконовому Камені», Королівська рада Дейнеріс починає планувати вторгнення у Вестерос. Вона наказує флоту Яри з дорнійцями напасти на флот Еурона Грейджоя, бездоганним і дотракійцям напасти на Кастерлі Рок, і вирішує не нападати з ходу на Королівську Гавань, а встановити облогу. Сірий Хробак і Місандея заявляють про свою любов один до одного. Серсея збирає вірних їй лордів, залякуючи їх Королевою Драконів і доводить їм, чому вони повинні підтримати Ланністерів в претензії на корону Вестеросу, одночасно обіцяючи Ренделу Тарлі титул «Хранителя Півдня». У річкових землях Арія зустрічається з Пиріжком, який розповідає їй, що Джона Сноу оголосили «Королем Півночі». Вона вирішує повернутися до Вінтерфела, по дорозі до якого зустрічає свою лютововчицю Німерію. З Вінтерфела Джон Сноу виїжджає на Драконовий Камінь, сподіваючись отримати підтримку Дейнеріс Таргарієн у боротьбі з «Білими Блукачами», залишивши Північ на Сансу. У Цитаделі Сем не зважаючи на заборону Архімейстера Еброза, починає лікування сірої хвороби Джораха Мормонта. Залізний флот Еурона Грейджоя нападає на Яру Грейджой, в цій битві гинуть Обара та Німерія Санд, а Елларія, Тайєна і Яра захоплені в полон. Теону Грейджою вдається втекти. |   |                                                |                 |                           |             |
| 63 | 3 | «Королівське правосуддя» (The Queen's Justice) | Марк Майлод     | Девід Беніофф та Ден Вайс | 30.07.2017  |
| Джон Сноу з Сивортом Давосом прибувають на Драконовий Камінь, де його зустрічають Тиріон з Місандеєю і забирають у них зброю і човен. Дейнеріс вимагає від Джона присягнути їй на вірність, обіцяючи за це призначити його «Хранителем Півночі». Він відмовляється і замість цього просить у неї про допомогу проти «Армії Мертвих». За порадою Тиріона, Дейнеріс надає їм доступ до родовища драконового скла на острові. У Вінтерфелі замість Джона править його зведена сестра Санса. Сюди приїжджають Бран Старк з Мірою Рід. Він розказує Сансі, що він «Триокий Ворон». Ця заява бентежить Сансу. У Королівській Гавані Еурон Грейджой повертається з перемогою, і підносить Серсеї подарунок — Елларію Сенд з дочкою Тієною і свою племінницю Яру Грейджой. Серсея приймає його подарунок і укладає з ним союз, обіцяючи після їхньої перемоги, вийти за нього заміж. Вона надає йому разом зі своїм братом Джеймі, спільне управління всіма своїми військами. Королева дає Тієні таку ж отруту, якою «піщані змійки» отруїли її дочку Мірцеллу, змушуючи Елларію спостерігати за передсмертними муками її доньки. В Цитаделі Староміста архімейстер Еброз заявляє, що Джорах Мормонт повністю вилікуваний від «Сірої хвороби», зрозумівши що це зробив Сем Тарлі. Архімейстер вирішує пробачити Самвела, який порушив його заборону на лікування. Сірий Хробак з Бездоганними захопили Кастерлі Рок. При цьому вони виявляють, що Джеймі з більшістю армії Ланністерів покинув Кастерлі, щоб напасти на Гайгарден, а при цьому флот Еурона заходить у гавань, і знищує кораблі Бездоганних. Джеймі зі своєю армією легко захоплюють Гайгарден Тирелів. Він дає Оленні Тирел вино з отрутою для швидкої і безболісної смерті. Після того, як вона п'є вино, зізнається в отруєнні Джофрі і вимагає від нього повідомити про це Серсею. |   |                                                |                 |                           |             |
| 64 | 4 | «Трофеї війни» (The Spoils of War")            | Метт Шекман     | Девід Беніофф та Ден Вайс | 06.08.2017  |
| Арія повертається до Вінтерфелла, де вона возз'єднується з Сансою. Вона вступає у тренувальний поєдинок з Брієнною, який завершується нічиєю. Бран безтурботно прощається з Мірою, заявляючи, що він більше не маленький хлопчик, який їздив з нею на північ. Мізинець дарує Брану кинджал, яким хотіли його вбити. Джон приводить Дейнеріс до шахти драконового скла, де вони знаходять давні печерні розписи, які вказують на перших людей та дітей лісу, що об'єднали свої зусилля проти нежиті. Місандея говорить Джону та Давосу про свою відданість Дейнеріс. Пізніше Дейнеріс дізнається, що атака на Кастерлі Рок не принесла великої користі, а Гайгарден був захоплений Ланністерами. Незважаючи на протести Тиріона, вона вирішує вжити заходів. Теон прибуває на «Драконовий Камінь», де він зіткнувся з Джоном. Серсея обіцяє «Залізному банку» повну віддачу всіх їх інвестицій, оскільки найближчим часом прибуде колонна возів награбованого добра з Гайгардена. Контролюючи відвантаження золота, Джеймі і Бронн потрапляють під несподіваний напад з боку дотракійців під керівництвом Дейнеріс на драконі Дрогоні; її орда знищує ланністерську армію. Джеймі нападає на Дейнеріс, і хоча Дрогон поранений болтом із катапульти Квіберна він випускає смертоносний струмінь вогню; в останню секунду Бронн збиває Джеймі з коня і вони уникаючи вогненного подиху Дрогона, падають у Чорноводну і тонуть під вагою обладунків. |   |                                                |                 |                           |             |
| 65 | 5 | «Східна Варта» (Eastwatch)                     | Метт Шекман     | Дейв Гілл                 | 13.08.2017  |
| Джеймі і Бронн повертаються до Королівської Гавані. Незважаючи на поради Тиріона, Дейнеріс спалює Ренділла та Діккона Тарлі, щоб залишити Серсею без вірних союзників і змусити залишки армії Тарлі і Джеймі присягнути їй на вірність. Вейрис і Тиріон поділяють свої побоювання щодо жорстокості королеви Дейнеріс. Джорах Мормонт прибуває після лікування з Цитаделі до Драконового Каменю і возз'єднується з Дейнеріс. Мейстер Вінтерфеллу Волкан попереджає Джона та Цитадель про наближення армій мерців до Східного Замку Нічної Варти. Джон вирішує їхати за стіну і захопити мерця, щоб представити докази їх існування і переконати Серсею укласти тимчасовий союз. Давос перевозить Тиріона всередину Королівської Гавані, де він таємно зустрічається з Джеймі і пропонує перемир'я, яке приймає Серсея, повідомляючи Джеймі про те, що вона вагітна. Давос знаходить Джендрі і повертає його до Драконового Каменю. Читаючи з записів Високого Септона Мейнарда, Джиллі розкриває, що Рейгар Таргарієн легально одружився з іншою жінкою, а значить Джон Сноу є законним спадковим принцом Вестеросу. В Цитаделі ігнорують тривожний лист Волкана, тому Самвел викрадає кілька книг і разом з Джиллі і маленьким Семом залишає Старомісто. У Вінтерфеллі, Бейліш помічає, що Арія шпигує над ним і підлаштовує, щоб вона взяла листа з його кімнати, написаного Сансою. Джон, Джорах та Джендрі, до яких приєдналися Сандор Кліган («Пес»), братство та група вільних людей, очолювана Тормундом, залишили Східну Вежу, пройшли Стіну, маючи намір захопити одного Білого Блукача як доказ для Серсеї про те, що Армія Мертвих існує. |   |                                                |                 |                           |             |
| 66 | 6 | «За стіною» (Beyond the Wall)                  | Алан Тейлор     | Девід Беніофф та Ден Вайс | 20.08.2017  |
| За межами стіни Джон веде свій невеличкий загін, щоб впіймати «мерця», для того, щоб показати королеві Серсеї і всьому королівству, що білі ходоки існують. Після успішного захоплення одного, групу оточує величезна армія мерців. Джон посилає Джендрі у Східну Вежу з наказом відправити ворона з листом до Дейнеріс, щоб попросити у неї допомоги. Мерці атакують групу Джона, але Дейнеріс приходить їм на допомогу зі своїми трьома драконами. Намагаючись зупинити її, Король Ночі, лідер мерців, кидає свій льодовий спис у одного з драконів Дайнірес, Вісеріона і вбиває його. Дейнеріс забирає мандрівників разом з мерцем і вилітає у Східну Вежу, але не в змозі забрати з собою Джона. Бенджемін Старк приїжджає і б'ється з мерцями, щоб дати Джону змогу втекти. Джон бере коня Бенджеміна і вирушає вслід за мандрівниками, і знову об'єднується з Дейнеріс. Нічний король піднімає Вісеріона з мертвих, перетворивши його на частину своєї армії. У Вінтерфеллі Арія сперечається з Сансою після виявлення листа, підкинутого Мізинцем, якого Санса написала Серсеї будучи ще дитиною, клянучись у вірності королю Джофрі і мимоволі зраджуючи свого батька. Санса виявляє сумку Арії з обличчями, яку вона привезла з Браавоса. |   |                                                |                 |                           |             |
| 67 | 7 | «Дракон і Вовк» (The Dragon and the Wolf)      | Джеремі Подесва | Девід Беніофф та Ден Вайс | 27.08.2017  |
| Королівську Пристань обложили війська Дейнеріс, а Ланністери ведуть приготування для захисту міста. Делегація Джона і Дейнеріс зустрічається на перемовинах про перемир'я з делегацією Серсеї. Сандор Кліган («Пес») приносить сюди ящик, відкриває його і випускає мерця, який кидається в сторону Серсеї. Кліган розрубав мерця, а Джон показує, як його можна остаточно знищити. Серсея погоджується на перемир'я, але вимагає нейтралітету Джона і Півночі у Великій війні, але він заявляє, що дав присягу на вірність Дейнеріс, чим спровокував Серсею перервати перемовини і піти. Тіріон зустрічається окремо з Серсеєю, переконуючи її укласти мир. Серсея погоджується, але пізніше говорить Джеймі, що вона збрехала про мир, а замість цього має намір використати підтримку Залізного Банку Браваосу для наймання Золотих Мечів, щоб захопити Вестерос. Розгніваний, Джеймі протестує, покидає сестру і їде на північ. Дорогою на північ, Джон і Дейнеріс займаються в каюті корабля любов'ю. На «Драконовому Камені», Теон відновлює повагу своїх людей і веде їх на порятунок Яри. У Вінтерфеллі, Мізинець плете інтриги, використовуючи незвичайну поведінку Арії, намагається посварити її з Сансою. Санса збирає суд і замість Арії звинувачує Мізинця у вбивстві своєї тітки Лізи, розв'язанні війни між Старками і Ланністерами, спробі посварити сестер Старків. Після того, як були перераховані всі злочини Мізинця і заслухані його виправдання, Арія вбиває Мізинця. Самвелл приїжджає у Вінтерфелл і зустрічається з Браном. Вони обидва обговорюють походження Джона і приходять до висновку, що Джон є законним сином Рейєгара Таргарієна та Ліанни Старк і тому є спадкоємцем Залізного Трону. Поки Берик Дондаріон і Тормунд патрулюють Стіну, прибуває армія Білих Ходоків до Східної Вежі, разом з Королем Ночі верхом на упирі-драконі, Вісеріоні. Король Ночі скеровує дракона на Стіну, який за допомогою синього полум'я руйнує її. Частина стіни обвалюється, що дозволяє Білим Ходокам і їх армії вирушити на південь у Сім Королівств. |   |                                                |                 |                           |             |

## У ролях
- Актори, чиї персонажі залишились в живих на момент закінчення шостого сезону, повинні з'явитись у сьомому сезоні.

## Виробництво
21 квітня 2016 року телеканал НВО продовжив серіал на сьомий сезон за три дні до прем'єри шостого сезону. 1 червня 2016 року Джек Бендер (режисер 5 та 6 епізодів шостого сезону) повідомив, що сьомий сезон на відміну від попередніх сезонів складається з 7 епізодів замість 10.
Сім епізодів сьомого сезону мають тривалість приблизно від 50 до 60 хвилин.
Бюджет сьомого сезону буде вищим в порівнянні з попередніми сезонами. Бюджет однієї серії шостого сезону становив приблизно 10 мільйонів доларів, отже при бюджеті в 100 мільйонів доларів на сезон бюджет однієї серії сьомого сезону буде становити приблизно 14 мільйонів доларів.

## Показ
Прем'єра сьомого сезону відбулася 16 липня 2017 року.